# 107-я танковая дивизия (СССР)
107-я танковая дивизия — воинское соединение Вооружённых Сил СССР в Великой Отечественной войне.

## История дивизии
Сформирована 17 июля 1941 года в Московском военном округе на базе 69-й моторизованной дивизии.
Дивизия была выгружена на ст. Валдай, где вошла в состав 29-й армии РГК, которая входила в группу резервных армий и создавалась для прикрытия направление на Бологое, Валдай.
В документах дивизии до конца июля ещё именуется как 69 мд.
С 18 июля совершает 200 км марш в направлении города Белый.
К 23 июля достигла района Корытно, Починок.

### Смоленское сражение

#### Духовщинская операция
Основной удар в наступательной операции советского Западного фронта наносили 19-я армия генерал-лейтенанта И. С. Конева (89-я, 91-я и 166-я стрелковые дивизии) и 30-я армия генерал-майора В. А. Хоменко (242-я, 250-я и 251-я стрелковые и 107-я танковая дивизии).
Дивизия получила приказ атаковать и разбить противника прорвавшегося в район озера Щучье и продолжая наступать выйти к Духовщине.
Левее действовала 166-я стрелковая дивизия из состава ОГ генерал-лейтенанта С.А. Калинина.
Перейдя в наступление части дивизии столкнулись с сильной обороной механизированных соединений прорвавшихся сюда частей 3-й танковой группы.
Здесь действовали части 18 мд и 20-й тд, растянутые на широком фронте.
С 26 июля подошла также 19-я танковая дивизия.
С конца июля 1941 года 107-я танковая дивизия ведёт практически непрерывные бои на р. Вотря.
К концу июля 1941 года 107-й танковой дивизии удалось захватить плацдарм на Вотре и выйти к д. Секачи.
Дальнейшее продвижение 107-й танковой дивизии было остановлено.
Частям 107-й танковой дивизии приходилось отбивать непрерывные контратаки противника. однако и немецкие элитные моторизованные части оказались на долгое время скованы в лесном районе вдали от нормальных дорог и использовались не по прямому назначению — прорыва в глубину обороны, а для оборонительных задач.
В очередной раз 107-я танковая дивизия в составе 30-й армии Западного фронта упоминается 16 августа 1941 года.

16 августа боевым распоряжением командующего войсками Западного фронта вносятся поправки в решение на наступление войск 30-й армии, уточняющие окончательную дату наступления и задачи стрелковым и танковой дивизиям, а также порядок ввода в бой второго эшелона армии — 107-й танковой дивизии и 45-й кавалерийской дивизии.
«Ваше решение в основном утверждаю со следующими поправками:
1. Направление развития успеха 251-й сд иметь на Звягино.
2. Танков в резерв не выводить, оставить в дивизиях, учитывая прибытие к утру 18.08 244-й СД в район СИМОНОВО. Эту дивизию, как резерв, вести уступом за правым флангом 251-й сд.
3. 162-й и 251-й сд и 107-й тд должны исходу 17.08 выйти рубеж Неклюдово, Ст. Село, захватив переправы на р. Вотря с задачей — с утра 18.08 пропустить на этом направлении 45 кд и 107 тд для действий согласно поставленной задаче.

4. Артподготовку начать в 9.00 17.08.».— СБОРНИК БОЕВЫХ ДОКУМЕНТОВ Великой Отечественной войны. ВЫПУСК 41.
В действующей армии с июля 1941 по август 1941.
С июля 1941 года принимала участие в боевых действиях на Западном фронте. 18 июля нанесла удар в направлении Духовщины против немецкой 7-й танковой дивизии с целью выхода к Смоленску и деблокады окружённых армий. Цели не достигла и была выведена в резерв. Затем вела бои на Западном фронте, занимала оборону на рубеже Осташков, Ельцы, Зубовка, Тишина.
В связи с почти полной потерей танков, переименована в Ржеве 16 сентября 1941 года в 107-ю мотострелковую дивизию.

## Подчинение
| Дата                   | Фронт (округ)         | Армия      | Корпус (группа) | Примечания                                    |
| ---------------------- | --------------------- | ---------- | --------------- | --------------------------------------------- |
| с 15 июля 1941 года    | Фронт резервных армий | 31-я армия |                 |                                               |
| 01 августа 1941 года   | Резервный фронт       | 31-я армия |                 |                                               |
| c 03 августа 1941 года |                       | 31-я армия |                 | В непосредственном подчинении Наркома обороны |

## Состав
- 237-й мотострелковый полк
- 120-й мотострелковый полк
- 143-й танковый полк
- 118-й артиллерийский полк
- 110-й разведывательный батальон
- 110-й отдельный зенитно-артиллерийский дивизион
- 110-й отдельный батальон связи
- 110-й автотранспортный батальон
- 110-й ремонтно-восстановительный батальон
- 110-й понтонно-мостовой батальон
- 110-й медико-санитарный батальон
- 110-я рота регулирования
- 110-й полевой автохлебозавод
- ??-я полевая почтовая станция
- ??-я полевая касса Госбанка

## Командиры
- Домрачев, Пётр Николаевич (июль — 1 сентября 1941), полковник

## Воспоминания современников
«12 сентября 1941 года меня назначили командующим войсками Западного фронта. Прибыв в штаб фронта, размещавшийся в Касне, я не застал там командующего войсками фронта маршала С. К. Тимошенко. Он, получив назначение главнокомандующим юго-западным направлением, выехал еще до моего прибытия к новому месту службы. В состав Западного фронта в тот период входили 22, 29, 30, 19, 16, 20-я армии, оборонявшиеся на рубеже озеро Пено, Андреаполь, Ломоносово, Ярцево, Новые Яковлевичи. Основные силы фронта — 30, 19, 16 и 20-я армии прикрывали непосредственно московское направление. В первой линии обороны стояло 23 дивизии, в том числе 2 кавалерийские; в армейском и фронтовом резервах было 8 стрелковых, 1 кавалерийская и 2 танковые дивизий, причем 107-я танковая дивизия имела 153 старых танка, 101-я танковая дивизия — 35 танков.»
«По указанию Ставки нам пришлось во второй половине сентября передать две дивизии, дислоцированные в районе Вязьмы. Дивизии поступали в распоряжение Ставки и перебрасывались на юго-западное направление. По этому поводу у меня в 20-х числах сентября состоялся следующий разговор по бодо с маршалом Б.М. Шапошниковым.[...]
Всего в резерв фронта выделено: три стрелковые, две танковые и одна мотострелковая дивизии (134, 64, 152-я стрелковые, 107-я и 101-я танковые и 1-я мотострелковая дивизии).»
— Маршал  Советского Союза   И.С. Конев. Начало Московской битвы. // Военно-исторический журнал.  — 1966. — № 9. — С. 56 — 67.